# Assaria
Assaria – miasto w Stanach Zjednoczonych, w stanie Kansas, w hrabstwie Saline.